# Fusolatirus
Fusolatirus là một chi ốc biển, là động vật thân mềm chân bụng sống ở biển trong họ Fasciolariidae.

## Các loài
Theo Cơ sở dữ liệu sinh vật biển (WoRMS) các loài có tên được chấp nhận trong chi Fusolatirus gồm có:

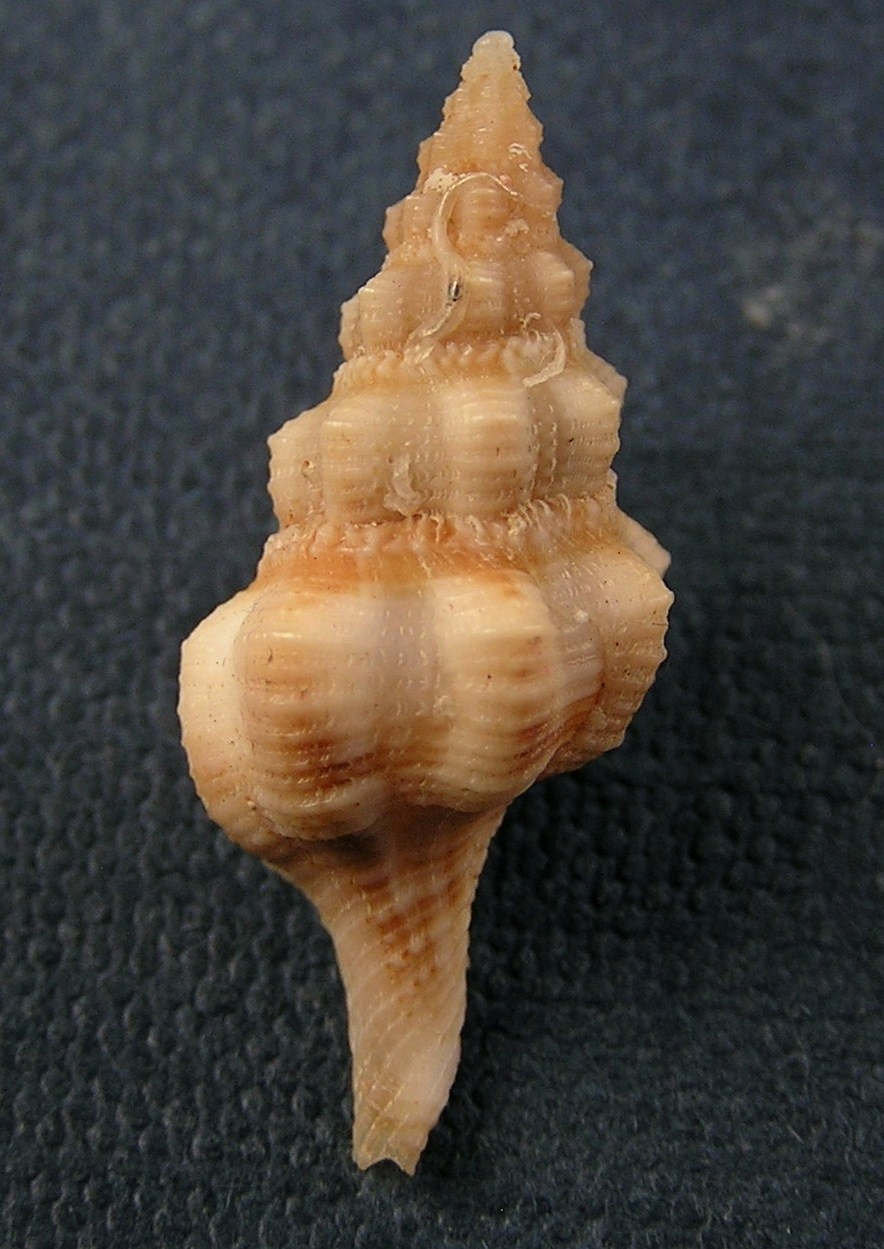
Fusolatirus suduiraudi

- Fusolatirus balicasagensis (Bozzetti, 1997)
- Fusolatirus coreanicus (Smith, 1879)[3]
- Fusolatirus elsiae (Kilburn, 1975)
- Fusolatirus formosior (Melvill, 1891)
- Fusolatirus higoi Snyder & Callomon, 2005[4]
- Fusolatirus kandai (Kuroda, 1950)
- Fusolatirus kurodai (Okutani & Sakurai, 1964)[5]
- Fusolatirus kuroseanus Okutani, 1975[6]
- Fusolatirus luteus Snyder & Bouchet, 2006[7]
- Fusolatirus nana (Reeve, 1847)[8]
- Fusolatirus pachyus Snyder & Bouchet, 2006[9]
- Fusolatirus paetelianus (Küster & Kobelt, 1874)
- Fusolatirus pagodaeformis (Melvill, 1899)
- Fusolatirus pearsoni (Snyder, 2002)
- Fusolatirus rikae (Fraussen, 2003)[10]
- Fusolatirus sarinae (Snyder, 2003)
- Fusolatirus suduirauti (Fraussen, 2003)